# Hrot
Hrot (stylisé en HROT ) est un jeu vidéo de tir à la première personne de 2023 développé par Spytihněv. Le jeu est un hommage aux jeux de tir 3D des années 1990 et s'inspire principalement de Chasm: The Rift et Quake.

## Développement
La version en accès anticipé est sortie le 29 janvier 2021 et comprenait le premier des trois épisodes. La version complète est sortie le 16 mai 2023.